# French Pass
La French Pass (Te Aumiti en Māori) est un détroit situé en Nouvelle-Zélande qui sépare l'île d'Urville de l'île du Sud. À l'Ouest du détroit se trouve la baie de Tasman, à l'Est se trouve le détroit de Cook (qui sépare les deux principales îles du pays).

## Toponymie
Son nom provient du fait que le premier explorateur européen à avoir navigué sur ces eaux était le Français Jules Dumont d'Urville en janvier 1827. Lors de ce passage, la frégate l'Astrolabe heurta à deux reprises les récifs, faisant dire à Dumont d'Urville dans son journal : « pour consacrer le souvenir du passage de l'Astrolabe, je laissai à ce dangereux détroit le nom de Passe des Français : mais à moins d'un cas urgent, je ne conseillerais à personne de le tenter ». 

## Hydrographie

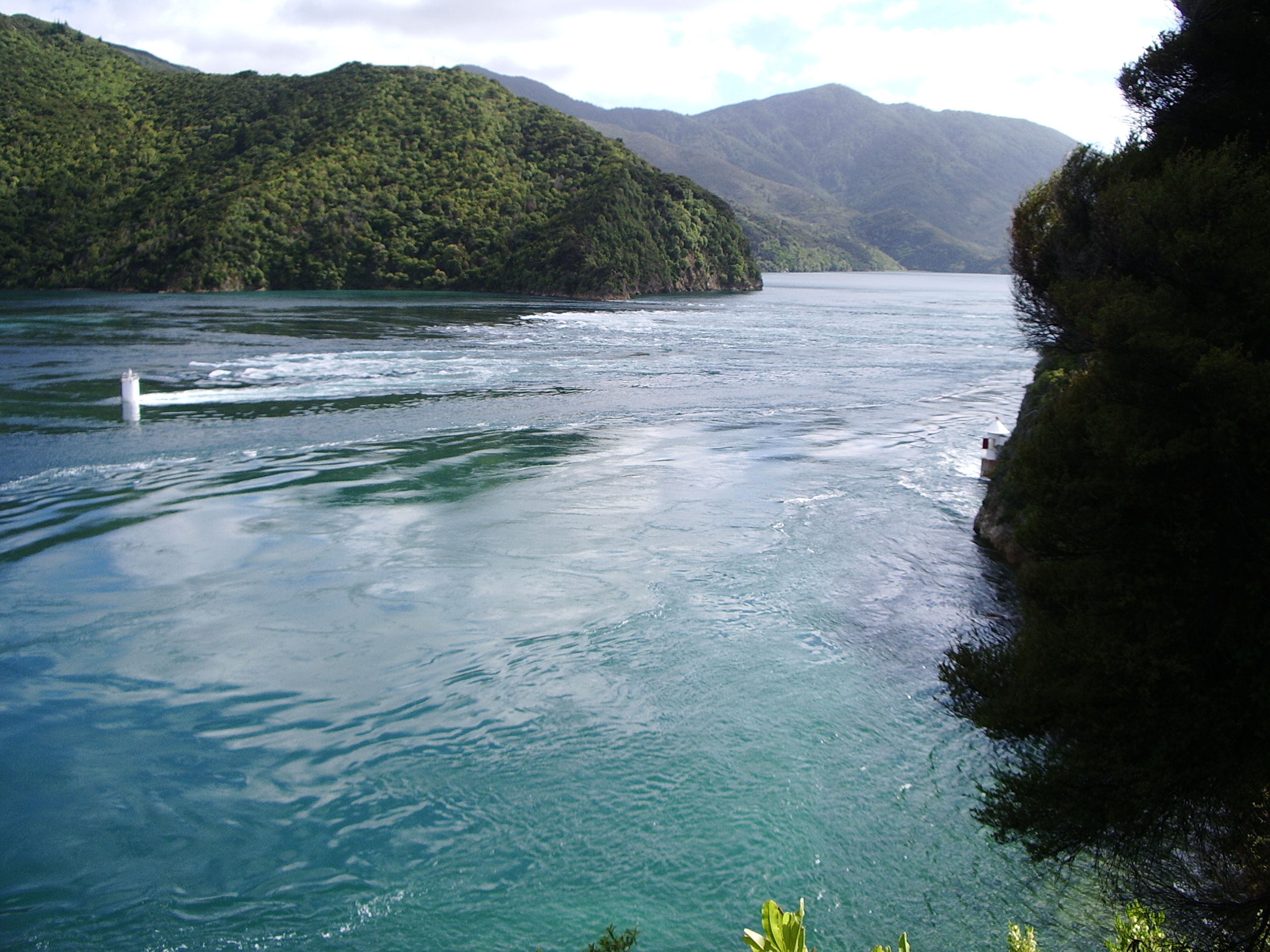
Vue depuis l'entrée Ouest de la French Pass.

Le French Pass possède les courants marins les plus rapides de Nouvelle-Zélande. Ceux-ci peuvent atteindre la vitesse de 8 nœuds (4 m/s). 